# Peter Christiansen
Peter Christiansen   (Frederiksberg, 4 d'abril de 1941) és un remer danès, ja retirat, que va competir durant les dècades de 1960 i 1970.
El 1964 va prendre part en els Jocs Olímpics d'Estiu de Tòquio, on fou cinquè en la prova del dos sense timoner del programa de rem. Quatre anys més tard, als Jocs de Ciutat de Mèxic, va guanyar la medalla de bronze en la mateixa prova, formant equip amb Ivan Larsen. El 1972. a Múnic, va prendre part en els seus tercers, i darrers, Jocs. En aquesta ocasió fou sisè en la prova del quatre sense timoner.
En el seu palmarès també destaquen tres medalles al Campionat d'Europa de rem, d'or el 1965, i de bronze el 1964 i 1969, en totes les ocasions en el dos sense timoner.